# Rejseholdet
 For alternative betydninger, se Rejseholdet (flertydig). (Se også artikler, som begynder med Rejseholdet)
Rejseholdet er en dansk krimi-drama-serie fra 2000, som er udviklet og skrevet af Peter Thorsboe for DR1. Serien havde premiere på DR1 1. oktober 2000, og løb frem til 1. januar 2004 med i alt 32 afsnit a 60 min. varighed fordelt på 4 sæsoner. Flere instruktører har instrueret seriens afsnit, såsom Jørn Faurschou, Charlotte Sieling, Martin Schmidt og Ole Christian Madsen, ligesom at adskillige manuskriptforfattere har bidraget til serien, såsom Mai Brostrøm, Kari Vidø og Stig Thorsboe.
Serien er inspireret af den danske drabsefterforskningsenhed 'Rigspolitichefens Rejseafdeling' eller blot 'Rejseholdet' og seriens afsnit er alle inspireret af autentiske sager fra dansk eller udenlandsk kriminalhistorie. Hvert afsnit tager udgangspunkt i en sag, der skal opklares, og man følger herefter enhedens arbejde igennem efterforskningen, samtidig med at man også får indblik i de enkelte medlemmer af gruppens privatliv. Medvirkende i serien er bl.a. Charlotte Fich, Mads Mikkelsen, Lars Brygmann, Waage Sandø, Trine Pallesen, Erik Wedersøe og Lars Bom.
Efter dens premiere i oktober 2000 blev serien hurtigt en stor succes, og den havde gennemsnitligt seertal på ca. 1,5 mio. seere ved hvert afsnit. Serien modtog stor ros og anerkendelse for dens udførelse, og modtog en Emmy Award for bedste internationale dramaserie i 2002, som den første danske tv-serie nogensinde.
Serien er speciel ved at være den eneste danske tv-serie, som geografisk foregår over hele Danmark, da de fleste afsnit foregår i forskellige danske provinsbyer.

## Handling

### Sæson 1
Rejseholdets drabschef, Torben Rønne, bliver fundet dræbt i Hillerød og vicekriminalkommissær Ingrid Dahl bliver indsat som midlertidig drabschef for Rejseholdet bestående af IP Jørgensen, Allan Fischer, Thomas La Cour og Gaby Levin, og efterforskningen går i gang. Efter en vellykket håndtering og opklaring af mordet, bliver Ingrid officielt indsat som drabschef for Rejseholdet af kriminalinspektør og chef for Rejseholdet, Ulf Thomsen, og gruppens næste sag leder dem til Horsens, hvor de må står med to mulige mistænkte, og må arbejde hårdt for at finde frem til den rigtige drabsmand. Ingrids mand, Søren, bliver kørt ned af en ukendt flugtbilist, men klarer sig tilsyneladende igennem ulykken, mens IP's kone, Kirsten, og Ulf indleder en affære. En ældre kvinde fra Nakskov påstås dræbt af ukendt gerningsmand, men som gruppen dykker ned i kvindens kvindelige logerendes dystre fortid, indser de at de må skifte spor. Søren døjer med hovedpine efter ulykken, mens IP undrer sig over Kirstens og Ulfs mistænksomme adfærd. Mens Rejseholdet efterforsker en sag i Nødebo om en præst, der blev fundet dræbt i sin kirke, falder Søren om på grund af en hjerneblødning, som følge af ulykken, og dør, hvilket efterlader Ingrid i stor sorg. En sag om en forsvundet kvinde i Roskilde får Ingrid tilbage i arbejde, mens Fischers ægteskab nedprioriteres, da han bliver tilbudt af Ulf at komme på FBI-kursus i USA. Dette tilbud trækkes dog tilbage, da Fischer begår en alvorlig fejl ved anholdelsen af en gerningsmand, der truer hans kone og søn under deres ferie i Esbjerg, hvor Rejseholdet efterforsker en sag om en myrdet kvinde. Gaby og Johnny indleder et forhold, mens IP lægger Kirsten og Ulf på is over deres mulige affære. I Udby i Tuse Næs huserer en ukendt serieforbryder, der overfalder ældre og aleneboende kvinder, og som tydeligvis ikke lader sig skræmme af Rejseholdets tilstedeværelse, da han slår til igen. Gruppen indser at de har fat i den forkerte mand, og må lægge om, mens IP og Kirsten går fra hinanden, og La Cour møder sin tidligere kæreste, Helene, der hjælper gruppen med efterforskningen.

### Sæson 2
Da en 9-årig dreng fra Troense bliver kidnappet til England, træder Johnny til og hjælper med opklaringen, mens IP og Kirsten beslutter sig for at finde sammen igen. I Næstved bliver Rejseholdet sat på en uvant opgave, da en upopulær forsvarsadvokat trues på livet af en ukendt gerningsmand, og de må bistå med konstant overvågning, mens La Cour og Helene indleder et forhold. Da en pigeglad direktør for en chokoladefabrik i Silkeborg findes død i hvad der ligner en sexleg, der er gået galt, møder Fischer den lokale betjent Ida, og de indleder en affære. Efter en husbrand i Kulhuse, hvor en kvinde omkommer og hendes datter svæver i kritisk tilstand, får Ingrid hjælp til opklaringen af den svenske Staffan, som hun tilbringer natten sammen med, mens Gaby fortæller Johnny at hun er gravid. I Odense mistænktes drabet på en tyrkisk mor og hendes søn, samt et drabsforsøg på sønnens kæreste at være forsøg på æresdrab, men den egentlige gerningsmand viser sig at være en meget nær relation. Fischer og Ida mødes igen, mens Ingrid kæmper med at være en god mor for Gry og Tobias. Liget af en dreng bliver fundet i en skov ved Hellebæk, og morderen viser sig også at have stået bag drabet på en anden dreng, Lasse fra Nyborg. Gruppen indser snart at begge drenge rejste med samme tog fra Odense før deres forsvinden, men La Cour må frustreret se til at deres hovedmistænkte ikke tilbageholdes. Da gerningsmanden dagen efter findes dræbt, bliver La Cour pludselig den nye hovedmistænkte, da spor efter ham findes i huset og at han ikke kan huske aftenen før. Gruppen må dykke ned i gerningsmandens dystre hemmelighed i håb om at kunne frifinde La Cour.

### Sæson 3
En kvinde, der har været forsvundet i flere måneder efter hun mødtes med en fyr hun chattede med, leder gruppen til Køge, hvor Gaby efter anholdelsen bliver overfaldet af gerningsmanden, så hun aborterer og mister sit og Johnnys ufødte barn. La Cour vender tilbage til gruppen, mens IP og Kirsten bliver separeret, da hendes alkolholproblem har taget overhånd og hun nægter behandling. I Kalundborg leder gruppen efter et eftersøgt kriminelt par, som har dræbt Ingrids eks-svigerfamilie, mens Ulf besøger Kirsten på hendes præmiereaften på teatret. Afskårne dele af en kvinde bliver fundet i et tysk ferieområde i Aabenraa, og imens Fischer konfronteres af sin kone, Mille, omkring sin affære med Ida, når gerningsmanden at slå til igen. En voldsom hotelbrand i Nyborg med 32 omkomne leder gruppen til en mentalt retarderet gerningsmand, der samtidig også bliver beskyldt for at have slået sin kæreste ihjel, selvom gruppen oprigtigt tvivler på at han har gjort det. Gabys og Johnnys forhold knirker, da Johnny har været sammen med en prostitueret under en udenlandstur.
I Aarhus arbejder to kriminelle sammen om at begå et røveri, hvor den ene hypnotiserer den anden, så den ene kan lede slagets gang uden at være en aktiv del i røveriet. Fischer bliver skilt fra sin kone, mens Ingrid opdager at Staffan er hende utro, og hun gør det forbi. Hypnotisøren bliver endelig fældet og La Cour får den glædelige nyhed at Helene venter sig, mens Ulf indvilliger at genåbne den tvivlsomme sag om den dræbte kvinde fra Nyborg. IP får overtalt Kirsten til at tage på alkoholafvænning. Under sin ferie modtager Ingrid et opkald fra sin fars tidligere læge i Fredensborg, som tilstår at have slået sin kone ihjel, mens resten af Rejseholdet arbejder videre på sagen om den dræbte kvinde fra Nyborg, og de to sager viser sig at hænge sammen. IP indleder et forhold med journalisten Trine, mens Ingrids mor, Bibi, flytter ind hos hende og børnene. Fischer bliver rasende på Ingrid, da hun ikke giver ham lov til at komme på FBI-kursus i USA. I Fredericia findes en lokal narkopusher død i et speciallavet abe bur i sin SM-kælder, mens Ingrid og Fischer forsones, da Ingrid fortæller at hun ønsker Fischer som den fremtidige arvtager af jobbet som drabschef. I Ringsted findes næsten en hel familie dræbt, og Johnny forsøger at fange gerningsmanden med sit fly. Ingrid opdager at Bibi og Ulf var i forhold med hinanden som unge, og hun konfronterer Ulf med sin mistanke om at han kan være hendes far, hvilket han afviser. Johnny frier til Gaby, mens Kirsten afviser at flytte hjem til IP efter endt alkoholafvænning. En kvinde findes dræbt i sin fiskebutik i Vordingborg, og gruppen mistænker efterfølgende at hendes mand står i ledtog med morderen og har indgået en bizar aftale med ham. Ingrid og Boysen tilbringer natten sammen, og de indleder et forhold.
Rejseholdet kaldes til Hammerknuden på Bornholm, da en ung pige findes dræbt, og gruppen mistænker at gerningsmanden har forsøgt at efterligne seriemorderen 'Indianeren'. Gruppen får mistanke om at sagen skal undersøges blandt egne rækker, og Ingrid overfaldes af gerningsmanden. Johnny finder to litauenske søstre i kølerummet på en lastbil i Slagelse og Rejseholdet står nu med en sag om menneskesmugling, mens La Cour og Helene bliver forældre. Takket være et klarsyn, kan La Cour lede gruppen til det nedgravede lig af en ung mand i Sorø, og Rejseholdet er nu på sporet efter Indianeren, der står bag. Gaby bliver kidnappet af Indianeren under sin polterabend, men reddes i tide, og gruppen må kæmpe med Indianerens tilsyneladende evige forspring i efterforskningen. Ulf fortæller til alles frustration at Rejseholdet skal nedlægges, og Gaby og Johnny bliver gift.

### Sæson 4
En sort kvindelig prostitueret findes dræbt i et nedbrændt hus i Skørping, og da justitsministeren ser ud til at være indblandet, bliver Rejseholdet samlet igen for at løse sagen. Fischer og La Cour har arbejdet sammen om at løse en sag i Hobro om et rocker-relateret drab på en ældre kvinde, og Fischer har derfor været undercover og fået infiltreret rockergruppen. Selvsamme rockergruppe viser sig at være indblandet i sagen om den dræbte prostituerede, da de samarbejder med justitsministerens gode ven og advokat, som forsøger at dække over justitsministeren. Johnny fungerer som chauffør for rockerne, ligeledes undercover, men hans og Fischers dække bliver afsløret og kun med hurtig assistance fra Gaby og Ingrid slipper de væk i live. Johnny bliver indlagt i kritisk tilstand på hospitalet, mens Fischer gør sagen færdig og får afsløret gerningsmanden. Fischer bliver herefter deporteret til Europol i Haag. Til trods for matchende DNA viser det sig at justitsministeren ikke har begået drabet på den prostituerede, og gerningsmanden viser sig at være den prostitueredes tidligere kæreste, som nu er blevet clean og religiøs. Efter at have bekendt drabet til en præst begår han selvmord. Ingrid og Ulf ønsker stadig at se justitsministeren dømt for sine øvrige anklager, og da dette nægtes af vicerigspolitichefen, videregiver Ingrid sin rapport om ham til journalisten Trine. Ulf går på pension efter 40 års tjeneste, og Ingrid fortæller ham at hun godt ved at han er hendes rigtige far.

## Medvirkende
| Rolle                       | Skuespiller      | |
| Ingrid Dahl                 | Charlotte Fich   | Kriminalkommissær, som udnævnes til drabschef for Rigspolititets 'Rejseholdet'. Har en søn, Tobias, med sin eks-mand, Lars, og er stedmor for Gry, datter af hendes nye mand, Søren. Må ofte kæmpe for sine metoder overfor sine mandlige overordnede, inklusiv Ulf Thomsen. Mister sin mand, Søren, grundet komplikationer efter en trafikulykke i sæson 1, og indleder et forhold til den svenske Staffan i sæson 2, som afsluttes i sæson 3, hvorefter hun indleder et forhold med retsmedicineren Jan Boysen. Hun finder i sidste afsnit ud af at Ulf er hendes rigtige far, som havde en kortvarig affære med hendes mor, Bibi. |
| Jens Peter "I.P." Jørgensen | Waage Sandø      | Bedre kendt som 'IP'. Vicekriminalkommissær. Ældste medlem af gruppen, som har været i styrken i 40 år, og som derfor anså sig selv som oplagt til at skulle overtage stillingen som drabschef. Han respekterer dog valget af Ingrid Dahl som drabschef og bliver hendes næstkommanderende. Er gift med teater-skuespilleren Kirsten i et turbulent ægteskab, da Kirsten udvikler alkoholisme og afsløres i at have en affære med Ulf Thomsen. IP og Kirsten bliver separeret i sæson 1, og han indleder efterfølgende et forhold med journalisten Trine Dalgaard.                                                                   |
| Allan Fischer               | Mads Mikkelsen   | Kriminalassistent. Ansvarlig for afhøring af vidner. Kommer ofte i problemer med gruppen, da han handler spontant og voldsomt, selvom det tit ender med gode resultater. Er gift med Mille og har sønnen Viktor, men bliver skilt fra Mille i sæson 3 efter han indleder en affære og siden hen et forhold med politikollegaen, Ida, i sæson 2. Føler sig overset da han ikke bliver sendt til USA på FBI-kursus eller bliver forfremmet. Tilbringer et år undercover, og sendes efterfølgende til Europol i Haag. |
| Thomas La Cour              | Lars Brygmann    | Kriminalassistent. Ansvarlig for gerningssteder, og har clairvoyant-lignende evner, som ofte spiller en afgørende rolle i opklaringen af sagerne. Han får ofte klarsyn og kanaliserer ofret og/eller gerningsmanden for at genskabe begivenhederne ved forbrydelsen. Bliver i afsnit 15 og 16 mistænkt for at have dræbt den formodede gerningsmand, men han frikendes. Han genoptager sit forhold med sin tidligere kæreste, psykologen Helene Fenger, og de får en datter sammen. |
| Gabriella "Gaby" Andreasen  | Trine Pallesen   | Kontorassistent og journalfører. Indleder et forhold til Rejseholdets chauffør, Johnny Olsen. Bliver gravid i sæson 2, men mister barnet i sæson 3. Går fra Johnny i sæson 2, da han afsløres i at have været sammen med en prostitueret. De finder sammen igen i sæson 3, bliver gift i afsnit 30, og afsløres at være gravid i afsnit 31. |
| Ulf Thomsen                 | Erik Wedersøe    | Kriminalinspektør og chef for Rigspolitiets 'Rejseholdet'. Udnævnte Ingrid til drabschef som følge af politisk pres fra rigspolitichefen om at forfremme en kvinde. Han udfordrer ofte Ingrids beslutninger og metoder, men hans respekt for hende bliver afsløret over længere tid. Han indleder en affære med IP's kone Kirsten, hvilket afsløres, og som herefter komplicerer sit og IP's mangeårige venskab. Har haft en affære og forhold til Ingrids mor, Bibi, mens de var unge og det afsløres at han er Ingrids rigtige far.                                                                                                |
| Johnny Olsen                | Lars Bom         | Lastbilchauffør, der har ansvar for at flytte Rejseholdets mobilkontor mellem forskellige lokationer. Er tidligere professionel fodboldspiller på landsholdet. Har en eks-kone og to drenge fra et tidligere ægteskab, hvilket sommetider komplicerer hans forhold med Gaby. Bliver i sæson 3 tilbageholdt i Polen, da han bliver fundet med en prostitueret, og de slår op. De finder sammen igen i sæson 3, og bliver gift i afsnit 30. Arbejder undercover med Fischer i afsnit 32, hvor han bliver skudt og alvorligt såret efter et rockeropgør.                                                                                |
| Jan Boysen                  | Michael Falch    | Rejseholdets faste retsmediciner, som obducerer de fleste af ligene. Flirter meget med Ingrid, og de indleder et forhold i sæson 3. |
| Kirsten Jørgensen           | Lisbet Lundquist | Skuespillerinde og IPs partner, men de bliver separeret i første sæson. Succesfuld sceneskuespiller, som kæmper med stor usikkerhed og alkoholisme. Udvikler en affære med Ulf, hvilket komplicerer hendes forhold til IP. Kommer på alkoholafvænning i sæson 3. |

### Øvrige medvirkende
- Niels Olsen som Søren, Ingrids afdøde mand.
- Sebastian Ottensten som Tobias, Ingrids teenagesøn.
- Lykke Sand Michelsen som Gry, Ingrids steddatter og datter af Søren.
- Benedikte Hansen som Trine Dalgaard, journalist.
- Anne Birgitte Lind som Mille Fischer, Fischers kone
- Susanne Storm som Helene Fenger, psykolog og La Cours kæreste
- Christine La Cour som Ida Toft, Fischers flirt
- Jens Jørn Spottag som Jørgen Eriksen, afdødes mand
- Peter Steen som Søndergaard, politimester
- Kristian Halken som Niels, afdødes mand
- Karen-Lise Mynster som Irene Kronh, jaloux elskerinde
- Torbjörn Lindström som Staffan Gustavsson, religionshistoriker og Ingrids flirt
- Helle Fagralid som Signe, Buchardts elskerinde.
- Andreas Jessen som Casper Berthelsen, der bortføres til England.
- Dick Kaysø som Mattis, politimester - er med i to afsnit uden at spille en hovedrolle
- Tammi Øst som Martins mor
- Jesper Lohmann som Erik Sørensen, politimester
- Nikolaj Lie Kaas som Eik Nielsen, eftersøgt kriminel og kæreste med Anja Jespersen.
- Mille Lehfeldt som Anja Jespersen, eftersøgt kriminel og kæreste med Eik Nielsen.
- Puk Scharbau som Katrine, mor til indebrændt dreng
- Nicolas Bro som Otto Lykke Larsen, retarderet brandstifter
- Steen Stig Lommer som Henning, pyroman
- Ghita Nørby som Bibi, Ingrids mor
- Stig Rossen som Hermand, politimester
- Lars Mikkelsen som Ivan Andersen Jensen, kriminel med evne til at hypnotisere
- Thure Lindhardt som Kåre Melville Hansen, kriminel, der er under stærk indflydelse fra Ivan
- Peter Mygind som Bagger, politimester
- Stine Stengade som Miriam Plesner, Finn Møllers kæreste
- Allan Olsen som Finn Møller, fiskehandler,
- Flemming Enevold som Bertram Bech Lorentzen
- Henning Jensen som Palsby, vicerigspolitichef
- Jens Jacob Tychsen som Simon Friis 'Indianeren'.
- Klaus Bondam som Thomas Hagested, justitsminister
- Bent Mejding som Stefan Clemmensen, advokat
- Bjarne Henriksen som Jan 'Jack' Larsen.
- Henrik Koefoed som Hansen, politimester

## Produktion

### Udvikling
Idéen om en krimiserie omhandlende og inspireret af den danske drabsefterforskningsenhed 'Rigspolitichefens Rejseafdeling' eller blot 'Rejseholdet', kom med Ingolf Gabolds ansættelse som dramachef hos DR i 1999, og dette blev hans første projekt i stillingen. DR havde op igennem 1990'erne lavet en gennemgående modernisering af deres udstyr og pipeline, som havde til formål at løfte deres produktioner til en højere kvalitet, hvoraf dramaserien TAXA (1997-1999) blev den første serie som følge af dette, og da serien blev en stor succes, ønskede ledelsen nu at lave en krimiserie. Manuskriptforfatter Peter Thorsboe, der på daværende tidspunkt havde skrevet og udviklet serien Landsbyen, blev hyret som hovedforfatter på projektet, og han kontaktede den daværende drabschef hos Rejseholdet, Bent Isager-Nielsen, for research. Gabold havde store ambitioner for serien, og ønskede at hvert afsnit skulle have et seerantal på mindst én mio. og en rating på mindst 4 på en ratingskala mellem 1-5. Serien skulle tage udgangspunkt i autentiske sager fra dansk kriminalhistorie fra mellem ét til ti år tilbage i tiden, da Gabold ønskede at fortælle om sager, der kunne ske at foregå i nutiden i forhold til efterforskningsmetoder, teknologi osv. Tidligere medlemmer af virkelighedens rejsehold blev ansat som konsulenter på serien og disse fremsatte krav om at karaktererne skulle overholde retsplejelovens bestemmelser om, hvornår man laver ransagninger og aflytter folk etc., ligesom de underviste produktionsholdet i afhøringsteknik, efterforskningsprincipper, læste manuskripter igennem, og i det store hele instruerede i, hvordan en efterforskning gribes an.

### Format
Rejseholdet var på sin vis nyskabende, da seriens mest centrale person, som en af de første i dansk tv-historie, skulle være en kvinde - et præmis fremsat af Gabold og Thorsboe. Om dette udtalte Gabold: "...Det blev sådan, fordi jeg er vældig meget feminist, og det er forfatterne på serien, som er fantastisk gode..." . Henvidere fortalte Thorsboe at han fik inspiration til den kvindelige ledende rolle fra Helen Mirrens figur i den britiske krimiserie Prime Suspect. Seriens centrale person blev dermed kriminalkommissær og drabschef for Rejseholdet, Ingrid Dahl, som den ambitiøse og dygtige politikvinde, der i løbet af serien må kæmpe for at opnå respekt fra sine kollegaer og overordnede, samtidig med at hun forsøger at balancere et krævende arbejdsliv i politiet sammen med et privatliv som mor og partner. Ingrid Dahl blev i serien portrætteret af Charlotte Fich.
Udover at have en ledende kvindelig rolle i serien, var et fremsat præmis også at serien, som nævnt tidligere, skulle basere afsnittene på autentiske kriminalsager, hvilket i første omgang mødte kritik, da mange frygtede at det ville komme for tæt på sagerne og de pårørende. Gabold forsvarede dette: "...Hele præmissen for serien var, at "man jager et bæst og fanger et menneske"... [...] ...Vi forsøgte at finde ud af, hvad der gjorde folk til forbrydere. Er de virkelig bare født som nogle dumme skiderikker? Vi ville gerne prøve at forstå dem bedre. Og det var også derfor, vi havde domsfældelsen med på sort baggrund i slutningen af hvert afsnit...". Producent Sven Clausen udtalte ligeledes at "...Vi har sløret sagerne i forhold til navne, steder og handlinger, så det kommer til at fremtræde som fiktion, men det er da inspireret af virkeligheden. Vi er godt klar over, at det er en tynd grænse, og jeg håber, vi har trådt rigtigt..".
Hvert afsnit i serien tager udgangspunkt i en sag, der skal opklares, og man følger herefter enhedens arbejde igennem efterforskningen, samtidig med at man også får indblik i de enkelte medlemmer af gruppens privatliv. Igennem serien behandles også sociale spørgsmål, herunder kvaliteten og karakteren af politiets arbejde, de sociale og følelsesmæssige konsekvenser af brutal kriminalitet, samt politisk og mediers involvering i processen. Hver episode har en titel, der refererer til en bestemt 'Assistancemelding', som efterfølges af en introduktion, som ofte er skildringen af begivenhederne op til forbrydelsen i det pågældende afsnit. I dobbeltafsnit er det i andet afsnit hovedsageligt en opsummering af det foregående afsnit. Igennem afsnittet oplyses lokationer og tidspunkter, så det er muligt at følge med i kronologien, og alle afsnit slutter med at skærmen går i sort, hvorefter udfaldet af anholdelserne bliver opsummeret.
Producer Sven Clausen ønskede at serien skulle udfolde sig over hele Danmark, og dermed også optages rundt om i danske provinsbyer, da DR med den forrige succes TAXA havde oplevet at denne mest blev set af folk, der boede i storbyerne og i området omkring København, hvor denne serie udfolder sig. Clausen håbede at de mere tyndt befolkede områder ville mere interesseret i at følge med i Rejseholdet, hvis serien bogstaveligt foregik tættere på deres hjemegn. Holdet bag serien var derfor opmærksomme på at filme velkendte bygninger, steder eller lign. på de lokationer der blev optaget på, så det var muligt at se man faktisk var i byen. Med så stor geografisk spredning på én og samme serie, er Rejseholdet unik i blandt danske tv-serier i dansk filmhistorie.

### Optagelser
Optagelserne til første sæson af Rejseholdet begyndte i november 1999 i DRs filmstudie i TV-Byen i Gyngemosen - en lokation, som blev brugt til scener, som udspillede sig i dagligstuer, kontorer og indenfor i Rejseholdets mobilkontor og afhøringsrum. Derudover blev lokationer i Horsens, Nakskov, Blåvands Huk ved Esbjerg og Tuse Næs brugt til optagelser. Optagelserne til sæson to foregik i Odense, Næstved, Silkeborg, Kulhuse, Hellebæk og Helsingør.
Optagelser til tredje sæson begyndte i februar 2001, hvor optagelserne foregik på lokationer i Køge, Kalundborg, Aabenraa, Nyborg, Aarhus, Fredericia, Ringsted og Allinge-Sandvig på Bornholm.
I april 2002 blev det offentliggjort at Rejseholdet ville blive tilføjet to ekstra afsnit, og dermed nå op på 32 afsnit i alt, da Thorsboe ønskede at fortælle, hvordan det endvidere gik gruppen efter Rejseholdets nedlægning. De to afsnit blev optaget i januar-februar 2003 og sendt på DR i julen 2003. De sidste afsnits optagelser foregik på lokationer i Hobro på polititorvet foran politistationen, samt i Rold Skov, Skørping, Aalborg og ved Rebild Bakker.
Produktionen bag Rejseholdet havde omtrent samme budget som DR-serien TAXA, hvor hvert produceret minut kostede 40.000 kr.

### Musik
Temasangen til Rejseholdet er komponeret af Jacob Groth, som brugte hovedforfatter Peter Thorsboes sætning:[kilde mangler] "Man jager et bæst og fanger et menneske" som inspiration. Groth udtalte: "...Det [Rejseholdet red.] handlede også om nogle mennesker, der var på vej et eller andet sted hen. Tempoet, fornemmelsen af, at de hele tiden skulle videre..."

### Instruktion
Flere instruktører instruerede afsnit af serien, hvoraf Charlotte Sieling og Jørn Faurschou begge instruerede flest med otte afsnit hver, Martin Schmidt instruerede fire, Ole Christian Madsen, Jannik Johansen og Niels Arden Oplev instruerede tre hver og Peter Flinth instruerede to afsnit.

### Distribution
Siden dens premiere i 2000-2004, har Rejseholdet været genudsendt på DR1 af flere omgange; i 2002 (før tilblivelsen af de to sidste afsnit, nr. 31 og 32), i 2004 og i 2008. Serien har været vist på tv i Sverige (TV4), Island (RÚV), Tyskland (ZDF) og Australien (SBS).
Hele serien er blevet udgivet på DVD med engelske undertekster. Den første sæson blev udgivet i Storbritannien i januar 2013 som en del af Arrow Films' Nordic Noir række af udgivelser. Den anden sæson blev udgivet i Storbritannien 27. maj 2013.

## Serieoversigt
| Sæson | Sæson | Episoder | Oprindeligt sendt | Oprindeligt sendt | Gennemsnit seertal |
| Sæson | Sæson | Episoder | Start             | Slut              | Gennemsnit seertal |
| ----- | ----- | -------- | ----------------- | ----------------- | ------------------ |
|       | 1     | 9        | 1. oktober 2000   | 26. november 2000 | 1,4 mio.           |
|       | 2     | 7        | 11. marts 2001    | 22. april 2001    | 1,5 mio.           |
|       | 3     | 14       | 30. december 2001 | 1. april 2002     | 1,9 mio.           |
|       | 4     | 2        | 25. december 2003 | 1. januar 2004    | 1,9 mio.           |

### Sæson 1 (2000)
| Nr. i serie | Nr. i sæson | Titel                              | Instruktør        | Forfatter                           | Oprindelig sendedato | Seerantal |
| --- | ----------- | ---------------------------------- | ----------------- | ----------------------------------- | -------------------- | --------- |
| 1 | 1           | "Assistancemelding A-15/99"        | Niels Arden Oplev | Peter Thorsboe og Stig Thorsboe     | 1. oktober 2000      | 1.241.000 |
| Rejseholdets drabschef, Torben Rønne, bliver sammen med sin midlertidige logerende, Henning Ravn, fundet dræbt i Hillerød og vicekriminalkommissær Ingrid Dahl (Charlotte Fich) bliver indsat som midlertidig drabschef for Rejseholdet bestående af IP Jørgensen (Waage Sandø), Allan Fischer (Mads Mikkelsen), Thomas La Cour (Lars Brygmann)og Gaby Levin (Trine Pallesen), og efterforskningen går i gang. |             |                                    |                   |                                     |                      |           |
| 2 | 2           | "Assistancemelding A-21/99, del 1" | Niels Arden Oplev | Peter Thorsboe                      | 11. oktober 2000     | 1.215.000 |
| Efter en vellykket håndtering og opklaring af Torben Rønnes mord, bliver Ingrid officielt indsat som drabschef for Rejseholdet af kriminalinspektør og chef for Rejseholdet, Ulf Thomsen (Erik Wedersøe). Gruppen bliver kaldt til Horsens, hvor de må står med to mulige mistænkte, og må arbejde hårdt for at finde frem til den rigtige drabsmand. Ingrids mand, Søren (Niels Olsen), bliver kørt ned af en ukendt flugtbilist, men klarer sig tilsyneladende igennem ulykken, mens IP's kone, Kirsten (Lisbet Lundquist), og Ulf indleder en affære. |             |                                    |                   |                                     |                      |           |
| 3 | 3           | "Assistancemelding A-21/99, del 2" | Niels Arden Oplev | Iben Gylling og Peter Thorsboe      | 15. oktober 2000     | 1.215.000 |
| Forrige afsnit fortsat og afsluttet. |             |                                    |                   |                                     |                      |           |
| 4 | 4           | "Assistancemelding A-6/00"         | Jørn Faurschou    | Flemming Jarlskov og Peter Thorsboe | 22. oktober 2000     | 1.232.000 |
| En ældre kvinde fra Nakskov påstås dræbt af ukendt gerningsmand, men som gruppen dykker ned i den ældre kvindes kvindelige logerendes dystre fortid, indser de at de må skifte spor. Søren døjer med hovedpine efter ulykken, mens IP undrer sig over Kirstens og Ulfs mistænksomme adfærd. |             |                                    |                   |                                     |                      |           |
| 5 | 5           | "Assistancemelding A-11/00"        | Jørn Faurschou    | Peter Thorsboe og Iben Gylling      | 29. oktober 2000     | 1.519.000 |
| Mens Rejseholdet efterforsker en sag i Nødebo om en præst, der blev fundet dræbt i sin kirke, falder Søren om på grund af en hjerneblødning, som følge af ulykken, og dør, hvilket efterlader Ingrid i stor sorg. |             |                                    |                   |                                     |                      |           |
| 6 | 6           | "Assistancemelding A-15/00"        | Peter Flinth      | Dunja Gry Jensen                    | 5. november 2000     | 1.527.000 |
| En sag om en forsvundet kvinde i Roskilde får Ingrid tilbage i arbejde, da hun ser tegn på en jaloux ægtemand. Fischers ægteskab nedprioriteres, da han bliver tilbudt af Ulf at komme på FBI-kursus i USA. |             |                                    |                   |                                     |                      |           |
| 7 | 7           | "Assistancemelding A-17/00"        | Peter Flinth      | Nikolaj Scherfig                    | 12. november 2000    | 1.576.000 |
| Fischer og La Cour får pludselig inddraget deres ferie i Esbjerg, da en kvinde findes myrdet i et sommerhusområde og resten af Rejseholdet tilkaldes. Fischers kone og søn bliver truet af gerningsmanden, og Fischers videre behandling af ham gør at Ulf trækker tilbuddet om FBI-kursus tilbage. Gaby og Johnny indleder et forhold, mens IP lægger Kirsten og Ulf på is over deres mulige affære. |             |                                    |                   |                                     |                      |           |
| 8 | 8           | "Assistancemelding A-19/00, del 1" | Charlotte Sieling | Nikolaj Scherfig og Peter Thorsboe  | 19. november 2000    | 1.495.000 |
| I Udby i Tuse Næs huserer en serieforbryder, der overfalder ældre og aleneboende kvinder, og som tydeligvis ikke lader sig skræmme af Rejseholdets tilstedeværelse, da han slår til igen. Gruppen indser at de har fat i den forkerte mand, og må lægge om, mens IP og Kirsten går fra hinanden, og La Cour møder sin tidligere kæreste, Helene (Susanne Storm), der hjælper gruppen med efterforskningen. |             |                                    |                   |                                     |                      |           |
| 9 | 9           | "Assistancemelding A-19/00, del 1" | Charlotte Sieling | Peter Thorsboe                      | 26. november 2000    | 1.642.000 |
| Forrige afsnit fortsat og afsluttet |             |                                    |                   |                                     |                      |           |

### Sæson 2 (2001)
| Nr. i serie | Nr. i sæson | Titel                              | Instruktør      | Forfatter                                    | Oprindelig sendedato | Seerantal |
| --- | ----------- | ---------------------------------- | --------------- | -------------------------------------------- | -------------------- | --------- |
| 10 | 1           | "Assistancemelding A-24/00"        | Jørn Faurschou  | Peter Thorsboe og Iben Gylling               | 11. marts 2001       | 1.604.000 |
| En 9-årig dreng fra Troense bliver kidnappet til England og Johnny må træde til og hjælpe med opklaringen, mens IP og Kirsten beslutter sig for at finde sammen igen. |             |                                    |                 |                                              |                      |           |
| 11 | 2           | "Assistancemelding A-25/00"        | Jannik Johansen | Mikael Olsen                                 | 18. marts 2001       | 1.688.000 |
| I Næstved bliver Rejseholdet sat på en uvant opgave, da en upopulær forsvarsadvokat trues på livet af en ukendt gerningsmand, og de må bistå med konstant overvågning, mens La Cour og Helene indleder et forhold. |             |                                    |                 |                                              |                      |           |
| 12 | 3           | "Assistancemelding A-26/00"        | Martin Schmidt  | Ola Saltin, Peter Thorsboe og Stig Thorsboe  | 25. marts 2001       | 1.561.000 |
| En pigeglad direktør for en chokoladefabrik i Silkeborg findes død i hvad der ligner en sexleg, der er gået galt, møder Fischer den lokale betjent Ida, og de indleder en affære. |             |                                    |                 |                                              |                      |           |
| 13 | 4           | "Assistancemelding A-28/00"        | Martin Schmidt  | Peter Thorsboe og Mai Brostrøm               | 1. april 2001        | 1.612.000 |
| Efter en husbrand i Kulhuse, hvor en kvinde omkommer og hendes datter svæver i kritisk tilstand, får Ingrid hjælp til opklaringen af den svenske Staffan, som hun tilbringer natten sammen med, mens Gaby fortæller Johnny at hun er gravid.                                                                             |             |                                    |                 |                                              |                      |           |
| 14 | 5           | "Assistancemelding A-30/00"        | Jørn Faurschou  | Mai Brostrøm, Iben Gylling og Peter Thorsboe | 8. april 2001        | 1.547.000 |
| I Odense mistænktes drabet på en tyrkisk mor og hendes søn, samt et drabsforsøg på sønnens kæreste at være forsøg på æresdrab, men den egentlige gerningsmand viser sig at være en meget nær relation. Fischer og Ida mødes igen, mens Ingrid kæmper med at være en god mor for Gry og Tobias.                           |             |                                    |                 |                                              |                      |           |
| 15 | 6           | "Assistancemelding A-31/00, del 1" | Jørn Faurschou  | Stig Thorsboe                                | 15. april 2001       | 1.427.000 |
| Liget af en dreng bliver fundet i en skov ved Hellebæk, og morderen viser sig også at have stået bag drabet på en anden dreng, Lasse fra Nyborg. Gruppen indser snart at begge drenge rejste med samme tog fra Odense før deres forsvinden, men La Cour må frustreret se til at deres hovedmistænkte ikke tilbageholdes. |             |                                    |                 |                                              |                      |           |
| 16 | 7           | "Assistancemelding A-31/00, del 2" | Jørn Faurschou  | Peter Thorsboe & Mai Brostrøm                | 22. april 2001       | 1.719.000 |
| Forrige afsnit fortsat. Da gerningsmanden findes dræbt dagen efter, bliver La Cour pludselig den nye hovedmistænkte, da spor efter ham findes i huset og at han ikke kan huske aftenen før. Gruppen må dykke ned i gerningsmandens dystre hemmelighed i håb om at kunne frifinde La Cour.                                |             |                                    |                 |                                              |                      |           |

### Sæson 3 (2002)
| Nr. i serie | Nr. i sæson | Titel                              | Instruktør           | Forfatter                                  | Oprindelig sendedato | Seerantal |
| --- | ----------- | ---------------------------------- | -------------------- | ------------------------------------------ | -------------------- | --------- |
| 17 | 1           | "Assistancemelding A-2/01"         | Charlotte Sieling    | Peter Thorsboe, Mai Brostrøm og Ola Saltin | 30. december 2001    | 1.757.000 |
| En kvinde, der har været forsvundet i flere måneder efter hun mødtes med en fyr hun chattede med, leder gruppen til Køge, hvor Gaby efter anholdelsen bliver overfaldet af gerningsmanden, så hun aborterer og mister sit og Johnnys ufødte barn. La Cour vender tilbage til gruppen, mens IP og Kirsten bliver separeret, da hendes alkolholproblem har taget overhånd og hun nægter behandling.                                                                    |             |                                    |                      |                                            |                      |           |
| 18 | 2           | "Assistancemelding A-3/01"         | Charlotte Sieling    | Peter Thorsboe og Mai Brostrøm             | 6. januar 2002       | 1.885.000 |
| I Kalundborg leder gruppen efter et eftersøgt kriminelt par, som har dræbt Ingrids eks-svigerfamilie, mens Ulf besøger Kirsten på hendes præmiereaften på teatret. |             |                                    |                      |                                            |                      |           |
| 19 | 3           | "Assistancemelding A-4/01"         | Jørn Faurschou       | Peter Thorsboe og Kari Vidø                | 13. januar 2002      | 1.884.000 |
| Afskårne dele af en kvinde bliver fundet i et tysk ferieområde i Aabenraa, og imens Fischer konfronteres af sin kone, Mille, omkring sin affære med Ida, når gerningsmanden at slå til igen. |             |                                    |                      |                                            |                      |           |
| 20 | 4           | "Assistancemelding A-6/01"         | Jørn Faurschou       | Peter Thorsboe og Mai Brostrøm             | 20. januar 2002      | 2.028.000 |
| En voldsom hotelbrand i Nyborg med 32 omkomne leder gruppen til en mentalt retarderet gerningsmand, der samtidig også bliver beskyldt for at have slået sin kæreste ihjel, selvom gruppen oprigtigt tvivler på at han har gjort det. Gabys og Johnnys forhold knirker, da Johnny har været sammen med en prostitueret under en udenlandstur. |             |                                    |                      |                                            |                      |           |
| 21 | 5           | "Assistancemelding A-7/01, del 1"  | Martin Schmidt       | Peter Thorsboe og Mai Brostrøm             | 27. januar 2002      | 1.961.000 |
| I Aarhus arbejder to kriminelle sammen om at begå et røveri, hvor den ene hypnotiserer den anden, så den ene kan lede slagets gang uden at være en aktiv del i røveriet. Fischer bliver skilt fra sin kone, mens Ingrid opdager at Staffan er hende utro, og hun gør det forbi. |             |                                    |                      |                                            |                      |           |
| 22 | 6           | "Assistancemelding A-7/01, del 2"  | Martin Schmidt       | Peter Thorsboe og Kari Vidø                | 3. februar 2002      | 1.828.000 |
| Forrige afsnit fortsat. Hypnotisøren bliver endelig fældet og La Cour får den glædelige nyhed at Helene venter sig, mens Ulf indvilliger at genåbne den tvivlsomme sag om den dræbte kvinde fra Nyborg. IP får overtalt Kirsten til at tage på alkoholafvænning. |             |                                    |                      |                                            |                      |           |
| 23 | 7           | "Assistancemelding A-9/01"         | Charlotte Sieling    | Peter Thorsboe & Mai Brostrøm              | 10. februar 2002     | 1.799.000 |
| Under sin ferie modtager Ingrid et opkald fra sin fars tidligere læge i Fredensborg, som tilstår at have slået sin kone ihjel, mens resten af Rejseholdet arbejder videre på sagen om den dræbte kvinde fra Nyborg, og de to sager viser sig at hænge sammen. IP indleder et forhold med journalisten Trine, mens Ingrids mor, Bibi, flytter ind hos hende og børnene. Fischer bliver rasende på Ingrid, da hun ikke giver ham lov til at komme på FBI-kursus i USA. |             |                                    |                      |                                            |                      |           |
| 24 | 8           | "Assistancemelding A-12/01"        | Charlotte Sieling    | Peter Thorsboe og Kari Vidø                | 17. februar 2002     | 1.890.000 |
| I Fredericia findes en lokal narkopusher død i et speciallavet SM-bur i sin SM-kælder, mens Ingrid og Fischer forsones, da Ingrid fortæller at hun ønsker Fischer som den fremtidige arvtager af jobbet som drabschef. |             |                                    |                      |                                            |                      |           |
| 25 | 9           | "Assistancemelding A-13/01"        | Ole Christian Madsen | Peter Thorsboe og Mai Brostrøm             | 24. februar 2002     | 2.072.000 |
| I Ringsted findes næsten en hel familie dræbt, og Johnny forsøger at fange gerningsmanden med sit fly. Ingrid opdager at Bibi og Ulf var i forhold med hinanden som unge, og hun konfronterer Ulf med sin mistanke om at han kan være hendes far, hvilket han afviser. Johnny frier til Gaby, mens Kirsten afviser at flytte hjem til IP efter endt alkoholafvænning.                                                                                                |             |                                    |                      |                                            |                      |           |
| 26 | 10          | "Assistancemelding A-15/01"        | Ole Christian Madsen | Peter Thorsboe og Kari Vidø                | 3. marts 2002        | 2.130.000 |
| En kvinde findes dræbt i sin fiskebutik i Vordingborg, og gruppen mistænker efterfølgende at hendes mand står i ledtog med morderen og har indgået en bizar aftale med ham. Ingrid og Boysen tilbringer natten sammen, og de indleder et forhold. |             |                                    |                      |                                            |                      |           |
| 27 | 11          | "Assistancemelding A-16/01"        | Jannik Johansen      | Peter Thorsboe og Mai Brostrøm             | 10. marts 2002       | 2.158.000 |
| Rejseholdet kaldes til Hammerknuden på Bornholm, da en ung pige findes dræbt, og gruppen mistænker at gerningsmanden har forsøgt at efterligne seriemorderen 'Indianeren'. Gruppen får mistanke om at sagen skal undersøges blandt egne rækker, og Ingrid overfaldes af gerningsmanden. |             |                                    |                      |                                            |                      |           |
| 28 | 12          | "Assistancemelding A-17/01"        | Jannik Johansen      | Peter Thorsboe og Kari Vidø                | 17. marts 2002       | 2.227.000 |
| Johnny finder to litauenske søstre i kølerummet på en lastbil i Slagelse og Rejseholdet står nu med en sag om menneskesmugling, mens La Cour og Helene bliver forældre. |             |                                    |                      |                                            |                      |           |
| 29 | 13          | "Assistancemelding A-19/01, del 1" | Charlotte Sieling    | Peter Thorsboe og Mai Brostrøm             | 24. marts 2002       | 1.982.000 |
| Takket være et klarsyn, kan La Cour lede gruppen til det nedgravede lig af en ung mand i Sorø, og Rejseholdet er nu på sporet efter Indianeren, der står bag. Gaby bliver kidnappet af Indianeren under sin polterabend. |             |                                    |                      |                                            |                      |           |
| 30 | 14          | "Assistancemelding A-19/01, del 2" | Charlotte Sieling    | Peter Thorsboe og Mai Brostrøm             | 1. april 2002        | 2.196.000 |
| Gaby bliver reddet i tide, og gruppen må kæmpe med Indianerens tilsyneladende evige forspring i efterforskningen. Ulf fortæller til alles frustration at Rejseholdet skal nedlægges, og Gaby og Johnny bliver gift. |             |                                    |                      |                                            |                      |           |

### Sæson 4 (2003)
| Nr. i serie | Nr. i sæson | Titel                              | Instruktør           | Forfatter                                  | Oprindelig sendedato | Seerantal |
| --- | ----------- | ---------------------------------- | -------------------- | ------------------------------------------ | -------------------- | --------- |
| 31 | 1           | "Assistancemelding A-05/03, del 1" | Ole Christian Madsen | Peter Thorsboe, Mai Brostrøm og Ola Saltin | 25. december 2003    | 1.798.000 |
| En sort kvindelig prostitueret findes dræbt i et nedbrændt hus i Skørping, og da justitsministeren ser ud til at være indblandet, bliver Rejseholdet samlet igen for at løse sagen. Fischer og La Cour har arbejdet sammen om at løse en sag i Hobro om et rocker-relateret drab på en ældre kvinde, og Fischer har derfor været undercover og fået infiltreret rockergruppen. Selvsamme rockergruppe viser sig at være indblandet i sagen om den dræbte prostituerede, da de samarbejder med justitsministerens gode ven og advokat, som forsøger at dække over justitsministeren. Johnny fungerer som chauffør for rockerne, ligeledes undercover, men hans og Fischers dække bliver afsløret og kun med hurtig assistance fra Gaby og Ingrid slipper de væk i live.            |             |                                    |                      |                                            |                      |           |
| 32 | 2           | "Assistancemelding A-05/03, del 2" | Ole Christian Madsen | Peter Thorsboe og Mai Brostrøm             | 1. januar 2004       | 2.198.000 |
| Johnny bliver indlagt i kritisk tilstand på hospitalet, mens Fischer gør sagen færdig og får afsløret gerningsmanden. Fischer bliver herefter deporteret til Europol i Haag. Til trods for matchende DNA viser det sig at justitsministeren ikke har begået drabet på den prostituerede, og gerningsmanden viser sig at være den prostitueredes tidligere kæreste, som nu er blevet clean og religiøs. Efter at have bekendt drabet til en præst begår han selvmord. Ingrid og Ulf ønsker stadig at se justitsministeren dømt for sine øvrige anklager, og da dette nægtes af vicerigspolitichefen, videregiver Ingrid sin rapport om ham til journalisten Trine. Ulf går på pension efter 50 års tjeneste, og Ingrid fortæller ham at hun godt ved at han er hendes rigtige far. |             |                                    |                      |                                            |                      |           |

## Modtagelse

### Kritik
Serien modtog i løbet af alle dens sæsoner kritik omkring brugen af autentiske kriminalsager til inspiration, hvilket især kom til udtryk ved afsnit 13, som omhandler en mordbrand i Kulhuse som blev begået af en jaloux elskerinde. Sagen var inspireret af en sag fra Bornholm i 1995, hvor en kvinde og hendes to børn omkom i en påsat brand, antændt af kvindens mands elskerinde. DR modtog kritik omkring at serien kom for tæt på i forhold til venner og pårørende til både ofrene såvel som forbrydererne, der i kraft af deres gerninger blev offentligt kendte personer. Herunder kom at den dømte Elisabeth Wæver (fra Bornholm-sagen) i 2001 ligeledes rejste kritik omkring brugen af inspiration fra autentiske sager med det formål at lave underholdning ud fra tragiske begivenheder, hvilket blev støttet af både Wævers anklager og forsvarer, samt pårørende til den dømte. DR afviste samme år al kritik og Ingolf Gabold, chef for DRs tv-dramaafdeling, udtalte: "...Men i princippet tilhører kriminalsager det offentlige rum. Dermed risikerer forbryderen at blive en offentlig kendt person, og i en eller anden forstand gælder det også for dem, der står tæt på den, som har begået forbrydelsen..." og udtalte yderligere; "...Med serien balancerer vi på et skarpt æg: Historierne bag Rejseholdets arbejde er jo tragedier, og den sidste episode rummer en stor tragedie og et frygteligt drama [...] Men jeg mener, at vi har evnet at lade kvinden fremstå på en måde, der forklarer sagens baggrund og giver en forståelse af hendes bevæggrund. Vi tegner billedet af et menneske og ikke af et bæst. Og det kendetegner netop serien, at man går efter et bæst og fanger et menneske..." To år senere, i 2003, og efter flere henvendelser fra kriminelle, som indirekte var blevet portrætteret i serien udtalte Gabold dog at han ønskede at DR havde brugt længere tid på at finde på deres egen historier til serien, da Danmark synes for lille til at kunne lave "based on a true story"-fortællinger: "...Hvis vi havde været klar over konsekvenserne og kunnet overskue dem, ville vi have brugt et år mere på hele serien og opfundet vores egne historier..."
I forbindelse med de to sidste afsnit i serien, som omhandler et hårdt rocker-miljø i Nordjylland, udtalte instruktøren af to afsnit, Ole Christian Madsen at: "...Autensiteten i de historier man fortæller på film, er jo netop det, der gør det spændende for publikum. Oliver Stone gør det ustandselig. Bruger lystigt løs af sine omgivelser. Han beskriver sågar også nulevende mennesker og begivenheder. Og han bruger sine film som en kritik af det samfund, han lever i..."

### Priser
Til trods for kritik om inspiration taget fra autentiske kriminalsager, blev Rejseholdet modtaget med stor ros i løbet af dens første sæsoner, og serien vandt prisen for "Årets Drama" ved TV Prisen i både 2001 og 2002, hvor Mads Mikkelsen ved uddelingen i 2002 også vandt prisen for "Bedste Skuespiller" for sin rolle som Allan Fischer. Successen kulminerede, da Rejseholdet blev nomineret og vandt en Emmy Award for "Bedste Internationale Dramaserie" i 2002, som den første danske tv-serie nogensinde. Uddelingen foregik på Sheraton Hotel i New York, og producent Sven Clausen, Charlotte Fich og Mads Mikkelsen var til stede for at modtage prisen.

### Parodi
I 2002 blev der lavet en parodi af serien til satireprogrammet De Uaktuelle Nyheder med Mikael Bertelsen, der blev sendt på DR2. Afsnittet, der varer ca. ni minutter følger seriens opbygning med samme intro, musik, kamerastil, og Mads Mikkelsen og Lars Brygmann som henholdsvis Allan Fischer og Thomas La Cour.
Afsnittet, der hed Assistancemelding A-38/1286, følger Fischer og La Cour, der bliver sat til at opklare Mordet i Finderup Lade fra år 1286. De tager til Finderup, hvor et tip-tip-...-tipoldebarn har arvet et vidneudsagn. Ud fra signalementet i dette udsagn bliver der lavet en fantomtegning af morderen, som ligner Otto Baches maleri fra 1882. Fischer tager hen på den lokale kro, hvor han viser forskellige billeder til bartenderen. Han udpeger manden på maleriet som Stig og siger, at han havde snakket om at han havde slået en konge ihjel, men at han "ikke har set ham i 100 år". La Cour tager ud til gerningsstedet, men der er bygget en svømmehal på stedet, og en lokal bonde fortæller ham, hvor laden nogenlunde stod, mens de begge står i børnebassinet. Han får et af sine syn og dykker ned under vandet, hvor han finder et sværd. I svømmehallen ser han en mystisk mand i ringbrynje og med skjold, der forlader stedet, da La Cour får øje på ham. Fischer og La Cour snakker i telefon lige ved siden af hinanden og aftaler at tage ud og hente Stig. Fischer og La Cour tager ud og overvåger hans adresse. Da Stig (Oliver Zahle) kommer hjem stiger de ud af bilen for at anholde ham, men han flygter trækkende på en kærre uden registreringsnummer. De eftersætter ham i bilen, og stopper ham. Da de anholder ham tilstår han mordet, og fortæller hvorfor han gjorde det. Efterteksten afslører, at han slipper med en bøde for "uagtsom kørsel med åben kærre" pga. god opførsel siden 1286.